# 武成縣 (西康)
武成縣，在西康省巴安縣西北。原為三岩野番地，清末置三岩委員，治中岩(今西藏貢覺縣東南雄松)，屬川滇邊務大臣；民國初改置武成縣，民國二年（1913年）屬四川邊西道，三年（1914年）4月屬川邊特別區域，五年（1916年）1月屬川邊道，十七年（1928年）直轄於西康省政府。縣境在寧靜山東麓，金沙江之西。境內山峯繚繞，森林豐茂，居民稀少，農產以玉麥、青稞等為大宗。